# Costaricanska köket

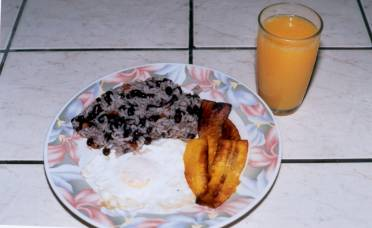
En typisk costaricansk frukost bestående av gallo pinto, stekt kokbanan, ägg och apelsinjuice.

Det costaricanska köket är känt för smakrik, men relativt mild mat, där stor tillit sätts till färska frukter och grönsaker. Den huvudsakliga basrätten, känd som gallo pinto (bokstavligt "målad tupp"), består av ris och svarta eller röda bönor kryddat med lök, vitlök och finhackad paprika, och äts i många hushåll tre mål om dagen.
Gallo pinto är i vissa områden i södra Costa Rica känt som burra, även om namnet förstås så används det sällan eftersom maträtten oftast kallas just gallo pinto. Costaricansk gallo pinto tillagas oftast med svarta bönor, medan nicaraguaner traditionellt använder röda bönor.
Till lunch är den traditionella maträtten casado. Återigen består maträtten av ris och bönor, men den här gången serveras de sida vid sida istället för blandade. Till detta serveras vanligtvis någon typ av kött (carne asada, fisk, fläskkotlett eller kyckling), stekta kokbananer, majstortillas och sallad. Det kan även förekomma något extra tillbehör som vitost eller omelett.
Färska grönsaker är en huvudingrediens i många rätter, och medlemmar av squashfamiljen är särskilt vanliga. Bland dessa kan nämnas varianter som zucchini, zapallo, chayote och ayote. Potatis, lök och rödpeppar är andra vanliga ingredienser.

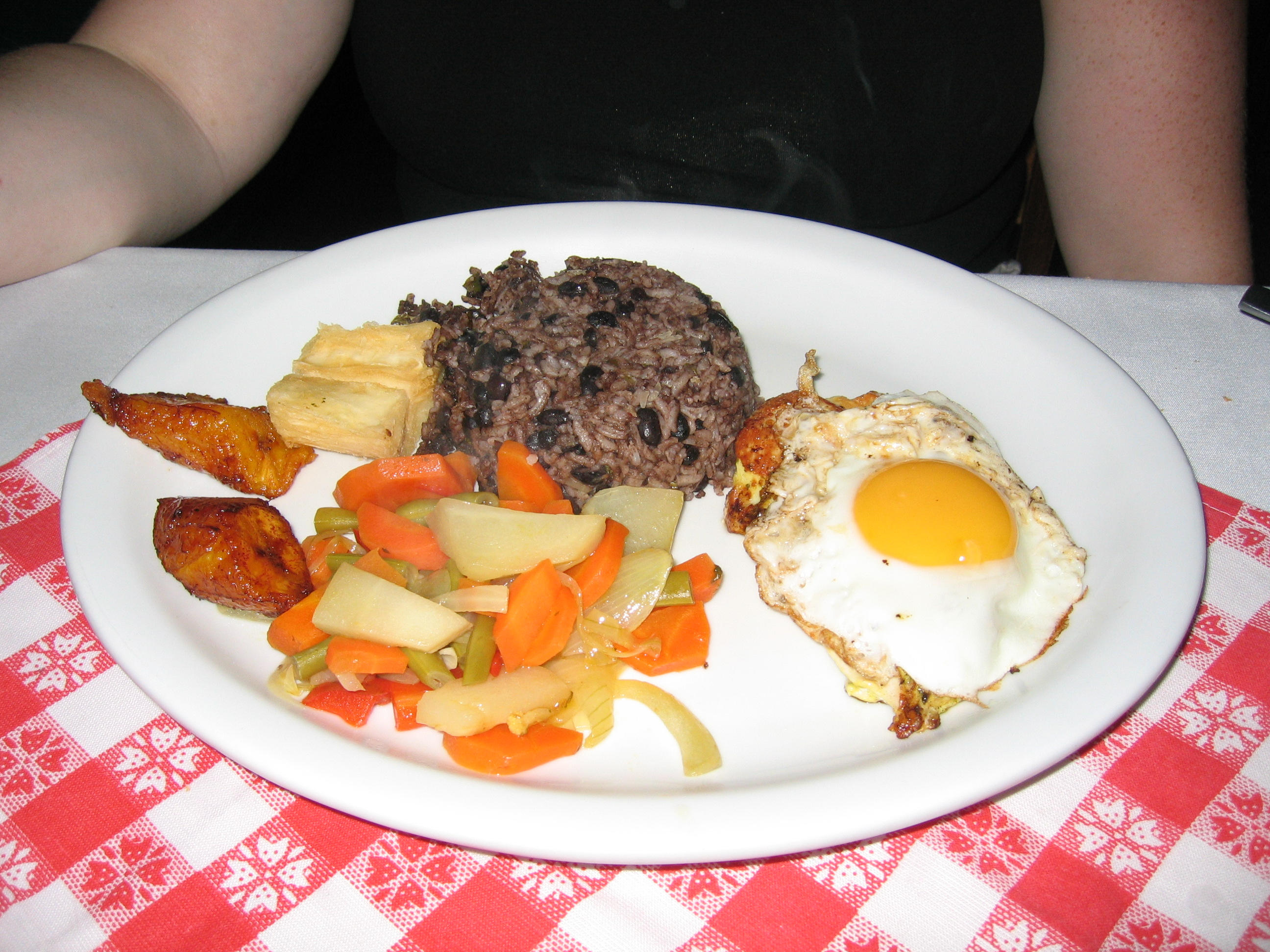
En typisk costaricansk middag bestående av ägg, kyckling, ris och bönor, grönsaker och friterad kokbanan.

Kaffe och bananer är två av de huvudsakliga jordbruksexporterna från landet och även en viktig del av det lokala köket. Kaffe serveras vanligtvis vid frukost och under kafferaster på eftermiddagarna.
Kokbananen, en större medlem av bananfamiljen, är en annan vanlig frukt som kan serveras på ett flertal sätt. Mogen kokbanan har en söt smak och kan stekas i smör eller i en honung- och/eller sockerbaserad sås. Grön (omogen) kokbanan kokas i soppor eller kan tilligas mosade i små runda kakor och stekta för att tillaga patacones. Majsrätter är vanliga traditionella maträtter som pozole (majssoppa), chorreadas (majspannkaka), med mera.
Andra basvaror i costaricansk mat inkluderar majstortillas, vitost och picadillos. Tortillas används som tillbehör till de flesta måltider. Ticos fyller ofta sina tortillas med vilket maträtt de än äter och äter det i form av en gallo (direktöversatt: "tupp", emellertid liknar det en mjuk mexikansk taco). Vitost är oberedd ost som tillverkas genom att man tillsätter salt till mjölk i tillverkningen. Picadillos är kött- och grönsakskombinationer där en eller fler grönsaker är tärnade, blandade med kött och garnerat med kryddor. Vanliga grönsaker i picadillos är potatis, gröna bönor, squash, ayote, chayote and arracache. Picadillos äts ofta i form av gallos.

## Dryck
Den traditionella frukostdrycken, förutom kaffe, kallas agua dulce ("ljuvt/sött vatten") och tillverkas av tapa de dulce. Saft från sockerrör kokas ned i traditionella trapiches och får sedan stelna i konformar, med toppen avskuren, något som kallas tapas (lock). Sedan skrapas lite av denna tapa av och löses upp i kokande vatten eller mjölk för att tillverka agua dulce.
En vanlig lunchdryck är refrescos eller bara frescos, och består av fruktjuicer blandat i antingen vatten eller mjölk och sötat efter smak (ungefär som vanlig saft). Vanliga smaker på dessa frescos är ananas, melon, björnbär, jordgubbe, vattenmelon, mango, passionsfrukt, tamarind, och taggannona.